# 三好市役所
三好市役所（みよししやくしょ）は、日本の地方公共団体である徳島県三好市の執行機関としての事務を行う施設（役所）である。

## 沿革
- 2006年（平成18年） - 三好郡三野町・池田町・山城町・井川町・東祖谷山村・西祖谷山村が合併して三好市が誕生、旧池田町役場を新たに三好市役所（初代）として設置。
- 2025年（令和7年）1月14日 - 三好市池田町サラダ1610番地1に三好市役所（2代目）新築移転し業務開始[1]。

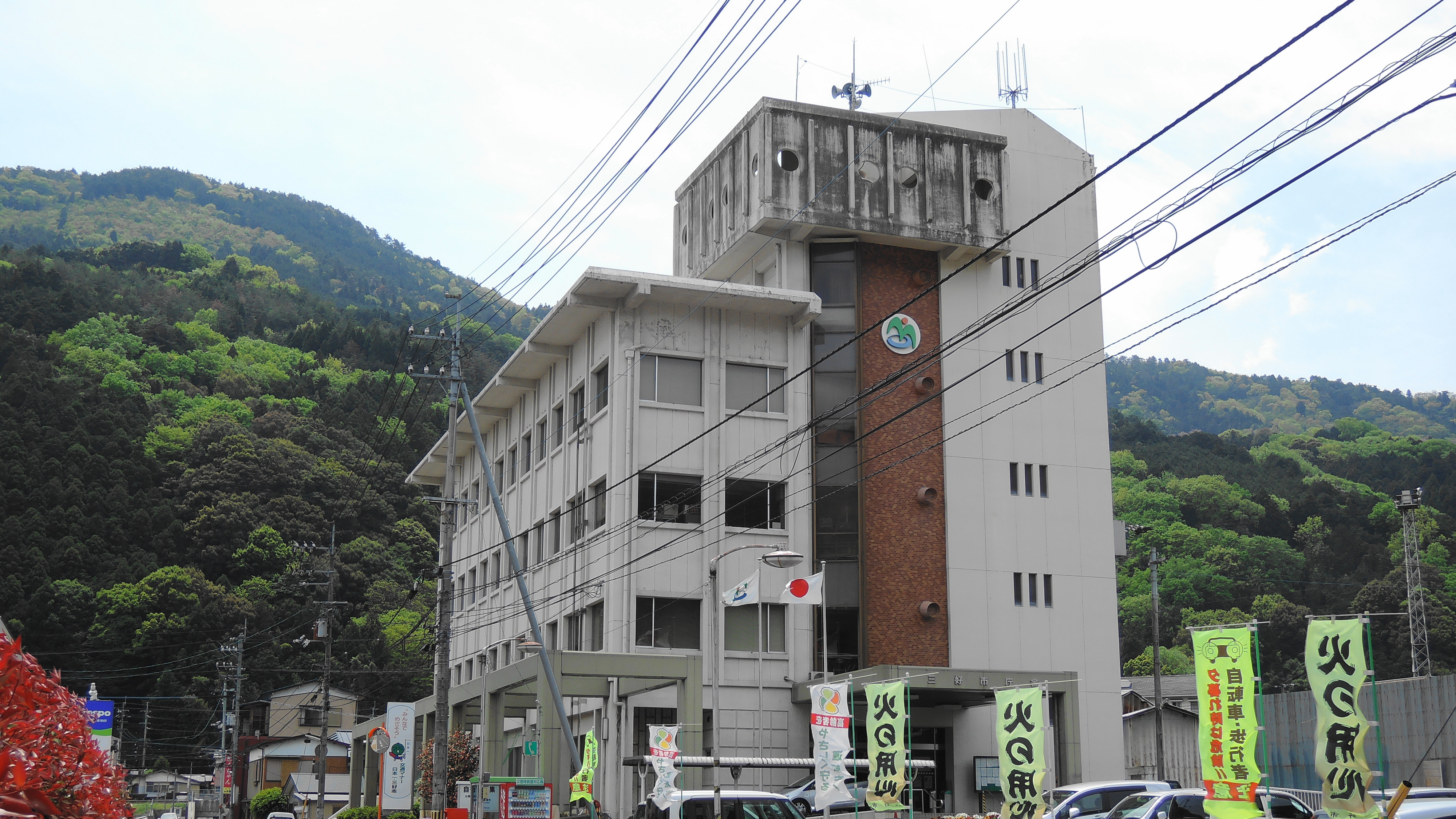
2025年1月まで三好市役所として使用された旧池田町庁舎（2014年4月）

## 本庁舎
位置
- 徳島県三好市池田町サラダ1610番地1

建物
- 鉄筋コンクリート造、一部鉄骨造、地上4階建て

## 支所
| 支所       | 位置                         | 備考                   |
| ---------- | ---------------------------- | ---------------------- |
| 三野支所   | 三好市三野町芝生1039番地     | 旧三野町役場           |
| 井川支所   | 三好市井川町辻73番地         | 旧井川町役場           |
| 山城支所   | 三好市山城町大川持586番地6   | 旧JA阿波みよし山城支店 |
| 西祖谷支所 | 三好市西祖谷山村一宇343番地2 | 旧西祖谷山村役場       |
| 東祖谷支所 | 三好市東祖谷京上157番地2     | 旧東祖谷山村役場       |

山城支所については2023年に旧山城町役場の建物（三好市山城町大川持518番地9）から旧JA阿波みよし山城支店の建物（三好市山城町大川持586番地6）に移転した。なお、2023年8月時点では、旧山城支所には建設部地籍調査課が入っていた。